# James S. A. Corey
James S. A. Corey es el seudónimo utilizado por los escritores Daniel Abraham (14 de noviembre de 1969) y Ty Franck (18 de mayo de 1969). El nombre y el apellido se toman de los segundos nombres de Abraham y de Franck respectivamente, y S.A. son las iniciales de la hija de Abraham. Este alias emula al de muchos de los escritores de space opera de la década de 1970. En Alemania, sus libros son publicados bajo el nombre de James Corey, con las iniciales del segundo omitidas.

## Carrera
Bajo este seudónimo escribieron El despertar del Leviatán (2011), la primera novela de ciencia ficción de una serie llamada The Expanse. El despertar del Leviatán fue nominada para el Premio Hugo a la mejor novela en 2012 y al Premio Locus 2012 a la mejor novela de ciencia ficción. Cada año los autores publican una nueva novela de la serie:  La guerra de Calibán (2012), La puerta de Abadón (2013) y La quema de Cíbola (2014). La puerta de Abadón ganó el Premio Locus a la mejor novela de ciencia ficción en 2014. 
En 2020, obtienen el Premio Hugo a la mejor serie por The Expanse (Tras quedar finalista en 2017). 
Los escritores firmaron con la editorial Orbit Books para escribir libros adicionales de la serie The Expanse hasta un total de nueve. El quinto libro de la serie, Nemesis Games, se publicó el 2 de junio de 2015, el sexto, Babylon's Ashes, el 6 de diciembre de 2016 y el séptimo, Persepolis Rising, el 7 de diciembre de 2017.
En los últimos años, entre cada par de libros completos, publicaron trabajos más cortos de la serie. La primera, una historia corta titulada The Butcher of Anderson Station, una historia de la expansión que fue publicada como un eBook en octubre de 2011. Siguió Gods of Risk, una novela corta de 69 páginas, que se publicó como libro electrónico en septiembre de 2012. Una historia corta titulada Drive, fue publicada en noviembre de 2012 como parte de la antología Edge of Infinity. Otra novela de la saga The Expanse, The Churn, se publicó el 29 de abril de 2014.
Han escrito una novela de Star Wars, Honor Among Thieves, publicada por Random House en 2014, y una historia corta titulada A Man Without Honor, incluida en la antología Old Mars, editada por George R. R. Martin.

### The Expanse
Novelas
- El despertar del Leviatán (Leviathan Wakes, 15 de junio de 2011)
- La guerra de Calibán (Caliban's War, 26 de junio de 2012)
- La puerta de Abadón (Abbadon's Gate, 4 de junio de 2013)
- La quema de Cíbola[12] (Cibola Burn, 5 de junio de 2014)
- Los juegos de Némesis (Nemesis Games, 2 de junio de 2015)
- Las cenizas de Babilonia (Babylon's Ashes, 6 de diciembre de 2016)
- El alzamiento de Persépolis (Persepolis Rising, 5 de diciembre de 2017)
- La cólera de Tiamat (Tiamat's Wrath, 26 de marzo de 2019)
- La caida del Leviatán (Leviathan Falls, 30 de noviembre de 2021)

Trabajos relacionados
- The Butcher of Anderson Station (historia corta, 2011)
- Gods of Risk (novela corta, 2012)
- Drive (historia corta, 2012)
- The Churn (novela corta, 2014)
- The Vital Abyss (novela corta, 2015)
- Strange Dogs (novela corta, 2017)
- The Last Flight of the Cassandra (historia corta, 2019)
- Auberon (novela corta, 2019)

### Otras novelas
- Honor Among Thieves (Star Wars: Empire and Rebellion, book 2) (2014)
- La piedad de los dioses (La guerra de los cautivos libro 1) (2025)

### Historias cortas
- "A Man Without Honor", Old Mars, eds. George R. R. Martin y Gardner Dozois (2013)
- "Silver and Scarlet" (Historia de Star Wars ), Star Wars Insider #148 (2014)
- "The Drones", Popular Science (2015)
- "Rates of Change", Meeting Infinity, ed. Jonathan Strahan (2015)